# Fettuccine

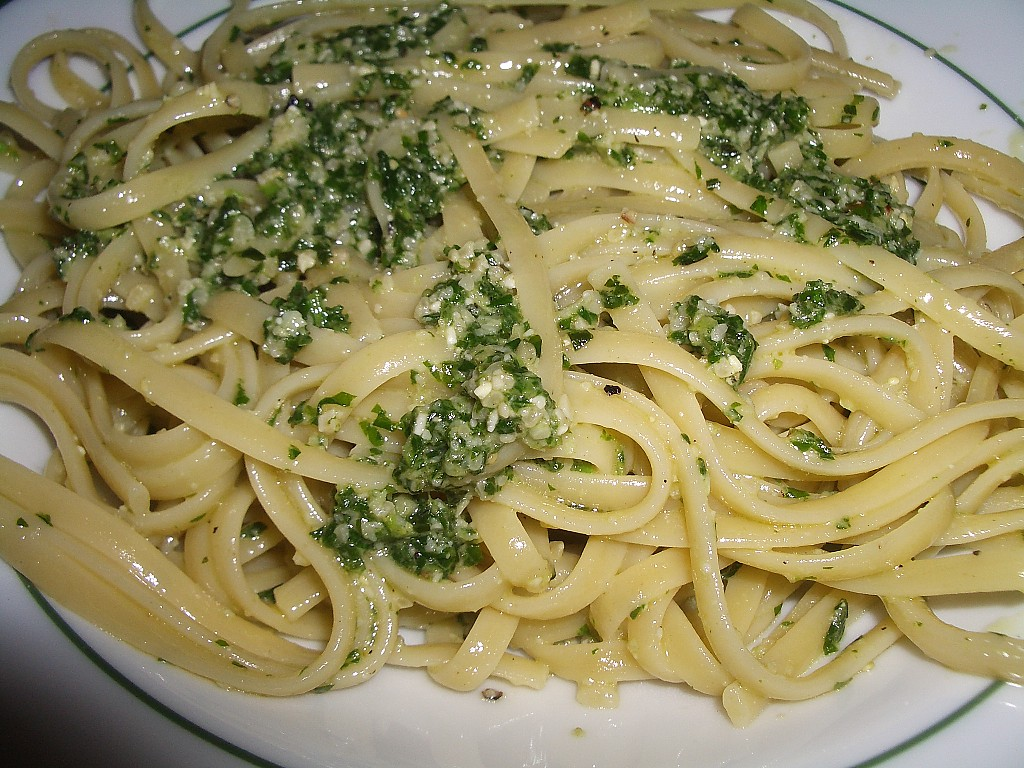
Fettuccine con pesto a la genovesa.

Fettuccine (proviene de la palabra fettuccia, que en italiano significa literalmente «tirilla»), coloquialmente conocido en español también como «fideos cinta», es un tipo de pasta y una de sus características más importantes es que es un fideo plano elaborado con huevo, agua y harina. Generalmente se venden secos, aunque los de mejor calidad se suelen vender frescos, hechos a mano o, recién salidos de la máquina de hacer pasta.
Los fettuccine también son llamados tallarines o tagliatelle. Lo que los diferencia es el ancho y el grosor de la pasta.
En Argentina es muy común el consumo de fettuccine con salsa de tomates. En Venezuela se les llama, en plural, fetuchini o fetuchines.

## Fettuccine Alfredo
El Fettuccine Alfredo es nombre que se le da a la combinación del plato con Salsa Alfredo. La preparación es un clásico de la cocina italiana en el extranjero, pero este plato no se prepara en las casas italianas, ni en los restaurantes. En Italia se los conoce como Fettuccine al burro que significa Fettuccine a la mantequilla llamándosela “Alfredo” especialmente en Estados Unidos.
En 1920, las estrellas de Hollywood, Douglas Fairbanks y Mary Pickford, celebran su luna de miel en Europa, durante la cual degustan los fettuccine Alfredo en el restaurante 'Alfredo alla Scrofa' en 'Via della Scrofa', en Roma. El plato, muy simple pero con un sabor único y genuino, los conquista de inmediato. A su regreso a los Estados Unidos, le contarán a todos sobre los famosos fettuccine y sellarán el recuerdo con el regalo de un tenedor y una cuchara de oro, con la dedicación "Alfredo, El rey de los fettuccine".